# Mistrovství České republiky mužů a žen v atletice
Mistrovství České republiky mužů a žen v atletice je každoročně pořádanou nejvyšší domácí soutěží v atletice. Jednotliví atleti bojují každý za sebe (případně za svou štafetu), nesbírají tedy body pro své oddíly do soutěže družstev. O kvalitě mistrovství svědčí také fakt, že zúčastnit se mohou podobně jako na nadnárodních akcích pouze atleti, kteří splní startovní limit.
V uvedeném termínu se soutěží o tituly ve většině disciplín, výjimkou je víceboj, chůze na 20 a 50 kilometrů (muži), běh na 10 000 metrů, půlmaraton a maraton.

## Historie
První samostatné mistrovství ČR v rámci Československa se konalo v roce 1970 ve Dvoře Králové nad Labem. První mistrovství České republiky jako samostatného státu se konalo v roce 1993. 

## Ročníky
| Poř. | Rok     | Stadion                               | Město                  | Datum konání        | Link |
| ---- | ------- | ------------------------------------- | ---------------------- | ------------------- | ---- |
| 1.   | 1970    |                                       | Dvůr Králové nad Labem |                     |      |
|      |         |                                       |                        |                     |      |
| 24.  | MR 1993 | Stadion Střelnice                     | Jablonec nad Nisou     | 3.–4. 7. 1993       |      |
| 25.  | MR 1994 | Stadion Střelnice                     | Jablonec nad Nisou     | 9.–10. 7. 1994      |      |
| 26.  | MR 1995 | Městský stadion v Ostravě-Vítkovicích | Ostrava                | 5.–6. 7. 1995       |      |
| 27.  | MR 1996 | Stadion Evžena Rošického              | Praha                  | 7.–8. 9. 1996       |      |
| 28.  | MR 1997 | Městský stadion Třinec                | Třinec                 | 5.–6. 7. 1997       |      |
| 29.  | MR 1998 | Stadion Střelnice                     | Jablonec nad Nisou     | 11.–12. 7. 1998     |      |
| 30.  | MR 1999 | Městský stadion v Ostravě-Vítkovicích | Ostrava                | 26.–27. 6. 1999     |      |
| 31.  | MR 2000 |                                       | Plzeň                  | 15.–16. 7. 2000     |      |
| 32.  | MR 2001 | Stadion Střelnice                     | Jablonec nad Nisou     | 30. 6. – 1. 7. 2001 |      |
| 33.  | MR 2002 | Městský stadion v Ostravě-Vítkovicích | Ostrava                | 19.–21. 7. 2002     |      |
| 34.  | MR 2003 |                                       | Olomouc                | 11.–13. 7. 2003     |      |
| 35.  | MR 2004 |                                       | Plzeň                  | 25.–26. 6. 2004     |      |
| 36.  | MR 2005 | Městský stadion Sletiště              | Kladno                 | 2.–3. 7. 2005       |      |
| 37.  | MR 2006 | Stadion Evžena Rošického              | Praha                  | 24.–25. 6. 2006     |      |
| 38.  | MR 2007 | Městský stadion Třinec                | Třinec                 | 30. 6. – 1. 7. 2007 |      |
| 39.  | MR 2008 |                                       | Tábor                  | 4.–5. 7. 2008       | Zde  |
| 40.  | MR 2009 | Stadion Evžena Rošického              | Praha                  | 27.–28. 6. 2009     | Zde  |
| 41.  | MR 2010 | Městský stadion Třinec                | Třinec                 | 17.–18. 7. 2010     | Zde  |
| 42.  | MR 2011 |                                       | Brno                   | 2.–3. 7. 2011       | Zde  |
| 43.  | MR 2012 |                                       | Vyškov                 | 16.–17. 6. 2012     | Zde  |
| 44.  | MR 2013 |                                       | Tábor                  | 15.–16. 6. 2013     | Zde  |
| 45.  | MR 2014 | Městský stadion v Ostravě-Vítkovicích | Ostrava                | 2.–3. 8. 2014       | Zde  |
| 46.  | MR 2015 |                                       | Plzeň                  | 27.–28. 6. 2015     | Zde  |
| 47.  | MR 2016 |                                       | Tábor                  | 17.–19. 6. 2016     | Zde  |
| 48.  | MR 2017 | Městský stadion Třinec                | Třinec                 | 10.–11. 6. 2017     | Zde  |
| 49.  | MR 2018 | Městský stadion Sletiště              | Kladno                 | 28.–29. 7. 2018     | Zde  |
| 50.  | MR 2019 |                                       | Brno                   | 26.–27. 7. 2019     | Zde  |
| 51.  | MR 2020 |                                       | Plzeň                  | 8.–9. 8. 2020       | Zde  |
| 52.  | MR 2021 |                                       | Zlín                   | 26.–27. 6. 2021     | Zde  |
| 53.  | MR 2022 |                                       | Hodonín                | 24.–25. 6. 2022     | Zde  |
| 54.  | MR 2023 |                                       | Tábor                  | 29.–30. 7. 2023     | Zde  |
| 55.  | MR 2024 |                                       | Zlín                   | 29.–30. 6. 2024     | Zde  |
| 56.  | MR 2025 |                                       | Jablonec nad Nisou     | 23.–24. 8. 2025     |      |

## Rekordy mistrovství Československa/Česka

### Muži
| Disciplína       | Atlet                       | Výkon     | Místo              | Rok rekordu  | Karta atleta |
| ---------------- | --------------------------- | --------- | ------------------ | ------------ | ------------ |
| 100 m            | Zdeněk Stromšík             | 10,12 s   | Hodonín            | MR 2022      | Zde          |
| 200 m            | Ondřej Macík                | 20,39 s   | Tábor              | MR 2023      | Zde          |
| 400 m            | Matěj Krsek                 | 45,55 s   | Hodonín            | MR 2022      | Zde          |
| 800 m            | Jakub Dudycha               | 1:45,23   | Zlín               | MR 2024      | Zde          |
| 1 500 m          | Filip Sasínek               | 3:36,72   | Plzeň              | MR 2020      | Zde          |
| 5 000 m          | Lubomír Tesáček             | 13:40,61  | Bratislava         | MR 1986 ČSSR | Zde          |
| 10 000 m         | Jiří Sýkora                 | 28:19,1   | Praha              | MR 1980 ČSSR | Zde          |
| 110 m překážek   | Petr Svoboda                | 13,25 s   | Hodonín            | MR 2022      | Zde          |
| 400 m překážek   | Vít Müller                  | 48,41 s   | Zlín               | MR 2024      | Zde          |
| 3 000 m překážek | Tomáš Habarta               | 8:29,24   | Zlín               | MR 2024      | Zde          |
| Skok do výšky    | Svatoslav Ton a Tomáš Janků | 233 cm    | Plzeň              | MR 2004      | Zde a Zde    |
| Skok o tyči      | Jan Kudlička                | 576 cm    | Tábor              | MR 2013      | Zde          |
| Skok daleký      | Milan Mikuláš               | 825 cm    | Praha              | MR 1988 ČSSR | Zde          |
| Trojskok         | Milan Mikuláš               | 17,53 m   | Praha              | MR 1988 ČSSR | Zde          |
| Vrh koulí        | Tomáš Staněk                | 21,61 m   | Třinec             | MR 2017      | Zde          |
| Hod diskem       | Imrich Bugár                | 68,18 m   | Praha              | MR 1985 ČSSR | není         |
| Hod kladivem     | Vladimír Maška              | 80,98 m   | Plzeň              | MR 2000      | Zde          |
| Hod oštěpem      | Jan Železný                 | 88,46 m   | Praha              | MR 1996      | Zde          |
| 4 × 100 m        | Dukla Praha                 | 39,48 s   | Jablonec nad Nisou | MR 1998      |              |
| 4 × 400 m        | TJ Dukla Praha              | 3:05,31   | Vyškov             | MR 2012      |              |
| 20 km chůze      | Pavol Blažek                | 1:19:43   | Ostrava            | MR 1991 ČSFR | není         |
| 50 km chůze      | Pavol Szikora               | 3:46:52   | Praha – Poděbrady  | MR 1988 ČSSR | není         |
| Desetiboj        | Ondřej Kopecký              | 8310 bodů | Praha              | MR 2022      | Zde          |

### Ženy
| Disciplína       | Atletka               | Výkon     | Místo              | Rok rekordu  | Karta atletky |
| ---------------- | --------------------- | --------- | ------------------ | ------------ | ------------- |
| 100 m            | Karolína Maňasová     | 11,24 s   | Vyškov             | MR 2024      | Zde           |
| 200 m            | Taťána Kocembová      | 22,62 s   | Praha              | MR 1984 ČSSR | není          |
| 400 m            | Jarmila Kratochvílová | 48,85 s   | Praha              | MR 1983 ČSSR | není          |
| 800 m            | Jarmila Kratochvílová | 1:56,27   | Praha              | MR 1985 ČSSR | není          |
| 1 500 m          | Diana Mezuliáníková   | 4:09,66   | Zlín               | MR 2021      | Zde           |
| 3 000 m          | Ivana Kleinová        | 9:03,18   | Praha              | MR 1983 ČSSR | Zde           |
| 5 000 m          | Michaela Mannová      | 15:54,10  | Olomouc            | MR 2003      | Zde           |
| 10 000 m         | Alena Peterková       | 32:27,68  | Plzeň              | MR 2000      | Zde           |
| 100 m překážek   | Lucie Škrobáková      | 12,79 s   | Tábor              | MR 2013      | Zde           |
| 400 m překážek   | Denisa Rosolová       | 54,38 s   | Vyškov             | MR 2012      | Zde           |
| 3 000 m překážek | Jana Biolková         | 9:49,40   | Olomouc            | MR 2003      | Zde           |
| Skok do výšky    | Zuzana Hlavoňová      | 195 cm    | Plzeň              | MR 2000      | Zde           |
| Skok o tyči      | Amálie Švábíková      | 473 cm    | Zlín               | MR 2024      | Zde           |
| Skok daleký      | Eva Murková           | 686 cm    | Praha              | MR 1983 ČSSR | není          |
| Trojskok         | Šárka Kašpárková      | 14,42 m   | Praha              | MR 1996      | Zde           |
| Vrh koulí        | Helena Fibingerová    | 21,31 m   | Praha              | MR 1983 ČSSR | není          |
| Hod diskem       | Zdeňka Šilhavá        | 69,10 m   | Praha              | MR 1985 ČSSR | Zde           |
| Hod kladivem     | Kateřina Šafránková   | 71,06 m   | Tábor              | MR 2016      | Zde           |
| Hod oštěpem      | Barbora Špotáková     | 67,58 m   | Praha              | MR 2009      | Zde           |
| 4 × 100 m        | USK                   | 44,43 s   | Brno               | MR 2019      |               |
| 4 × 400 m        |                       | 3:37,31   | Hodonín            | MR 2022      |               |
| 10 km chůze      | Kamila Holpuchová     | 44:20     | Jablonec nad Nisou | MR 1993      | není          |
| 20 km chůze      | Anežka Drahotová      | 1:29:43   | Ostrava            | MR 2014      | Zde           |
| Pětiboj          | Miroslava Březíková   | 4714 bodů | Praha              | MR 1971 ČSSR | není          |
| Sedmiboj         | Kateřina Cachová      | 6337 bodů | Kladno             | MR 2017      | Zde           |